# Brück (Köln)

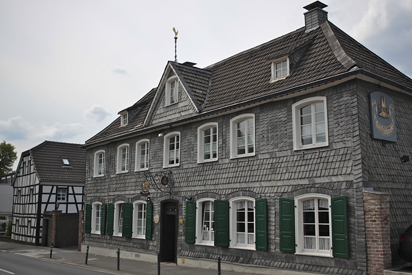
Altes Wirtshaus von 1782

Brück (kölsch: Bröck) ist ein rechtsrheinischer Stadtteil Kölns und gehört dem Stadtbezirk Kalk an.

## Lage
Brück liegt an der Grenze zum Bergischen Land und an der Grenze zwischen Niederterrasse und Mittelterrasse in der Kölner Bucht. Brück grenzt im Osten an die Stadtteile Lustheide und Refrath der Stadt Bergisch Gladbach, im Süden befindet sich der Königsforst und Rath, im Westen Merheim und im Norden Dellbrück.

## Geschichte
Der Ort entstand am Kreuzungspunkt der alten Handelswege Mauspfad und Brüderstraße. Die erste urkundliche Erwähnung des Dorfes Brück erfolgte im Jahre 1166. Damals besaß die Abtei Altenberg in Brück einen Hof. Dieser wurde um 1270 von Graf Adolf V. erworben. Seit dem Mittelalter gehörte der Ort politisch zum Kirchspiel Merheim im bergischen Amt Porz, Herzogtum Berg. Im Jahre 1411 wurde erstmals die Zollstation in Brück erwähnt. Sie wurde an verschiedene Brücker Familien verpachtet. Bereits 1437 wurde ein Hospital für Arme gestiftet und 1444 ließ Herzog Gerhard II. von Jülich und Berg eine Kapelle errichten.
Mit der Errichtung des Großherzogtums Berg (1806) und der Neugliederung der Verwaltung nach französischem Vorbild (1808) kam Brück an das Département Rhein. Seit 1815 gehörte Brück zur Bürgermeisterei Merheim im Kreis Mülheim. 1864 erfolgte der Neubau der Hubertus-Kapelle. 1906 wurde Brück durch eine Kleinbahn an Köln angebunden (heutige Stadtbahnlinie 1), die 1913 bis Bensberg verlängert wurde. Zusammen mit der Gemeinde Merheim (rrh.) wurde Brück im Jahre 1914 nach Köln eingemeindet. In den folgenden Jahren erfolgte eine starke Bautätigkeit. So wurde zwischen 1925 und 1940 eine Siedlung auf dem Klausenberg – zunächst wurde an der Brücker Heide angefangen – errichtet. Schließlich erfolgte die Errichtung der Siedlung Gräfenhof 1947/49. 1965 wurde der Grundstein für den Bau der Konrad-Adenauer-Siedlung im Westen von Brück gelegt. Aus dieser neuen Siedlung entstand 1992 der neue Stadtteil Neubrück.

## Bevölkerungsstatistik
Struktur der Bevölkerung von Köln-Brück (2021):
- Durchschnittsalter der Bevölkerung: 46,0 Jahre (Kölner Durchschnitt: 42,3 Jahre)
- Ausländeranteil: 9,7 % (Kölner Durchschnitt: 19,3 %)
- Arbeitslosenquote: 6,1 % (Kölner Durchschnitt: 8,6 %)

## Religion
- Bereits 1708 ließ der damalige Kurfürst eine Kapelle erbauen. Sie war zunächst dem Heiligen Antonius gewidmet und sie diente ab 1716 als Hubertuskapelle. 1864 wurde diese Hubertus-Kapelle neu gebaut und diente ab 1889 als katholische Pfarrkirche. 1930/31 erfolgte der Bau der katholischen St.-Hubertus-Kirche. Die Gemeinde gehört heute mit St. Gereon in Merheim zur Pfarreiengemeinschaft Brück/Merheim.[3]
- 1936/37 wurde die evangelische Johanneskirche errichtet. Die Kirche ist heute Mittelpunkt der Evangelischen Kirchengemeinde Köln-Brück-Merheim[4].

## Einrichtungen
- Freiwillige Feuerwehr Köln, Löschgruppe Brück
- Altenpflegeheime St.-Vinzenzhaus (Hausgemeinschaften Katharina Labouré)[5] und Matthias-Claudius-Heim[6]
- Städtische Kindertagesstätte, Hovenstraße
- Waldorfkindertagesstätte Köln-Brück[7]
- Kindertagesstätte der KölnKitas gGmbH, Hans-Schulten-Straße
- Katholischer Kindergarten St. Hubertus[8]
- Evangelischer Kindergarten, Am Schildchen[9]
- Elterninitiative Waldwichtel – Waldkindergarten[10]
- Gemeinschaftsgrundschule, Diesterwegstraße[11]
- Katholische Grundschule, Olpener Straße[12]
- Käthe-Kollwitz-Realschule, Petersenstraße[13]

## Vereine
- Bürgergemeinschaft Köln-Brück e. V.[14]
- Funken Feinripp anno 2002 e. V., Karnevalsgesellschaft[15]
- Sportschützen Gesellschaft Hubertus Köln-Brück 1925 e. V.[16]
- Werkstatt für Ortsgeschichte Köln-Brück e. V.[17]
- Kolpingsfamilie Köln-Brück[18]
- Werkstatt für Ortsgeschichte Köln-Brück e. V.[19]
- Karnevalsgesellschaft Löstije Brücker Müüs e. V.[20]
- Familienbildungswerk in Köln-Brück[21]
- IG Brück – Interessengemeinschaft Handel, Handwerk und Gewerbe[22]
- SC Brück 07 e. V., Fußballverein[23]
- FSV Köln-Brück 2007 spassundfit e. V.[24]
- DPSG Stamm Ostgoten Köln-Brück[25]
- Bund der Pfadfinderinnen und Pfadfinder (BdP)[26]